# خنک‌کننده منفعل

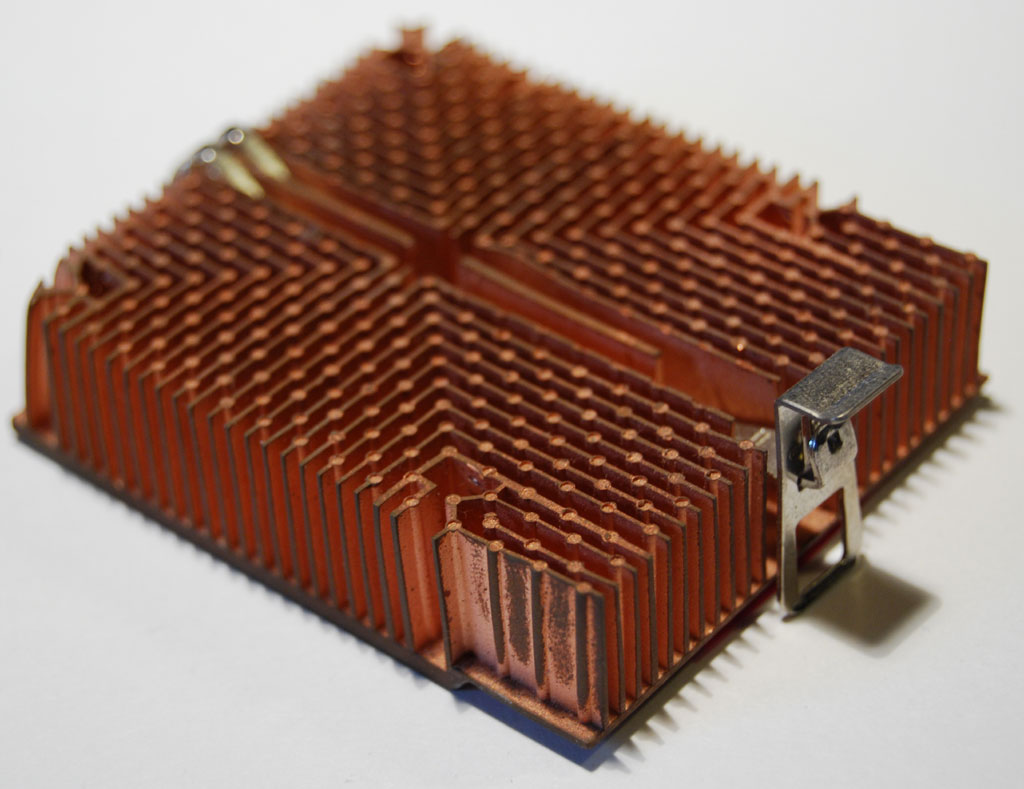
خنک‌کننده منفعل

خنک‌کننده منفعل یک رویکرد طراحی ساختمان است که بر روی کنترل افزایش حرارت و اتلاف حرارت در ساختمان به منظور بهبود آسایش حرارتی داخل ساختمان با مصرف انرژی پایین یا صفر تمرکز دارد. این رویکرد یا با جلوگیری از ورود گرما به فضای داخلی(پیشگیری افزایش گرما) یا با از بین بردن حرارت از ساختمان(خنک‌کننده طبیعی)کار می‌کند. خنک‌کننده طبیعی با بهره‌گیری از انرژی سایت، در دسترس از محیط زیست طبیعی، همراه با اجزا طراحی معماری ساختمان(پوشش ساختمان)، بجای سیستم مکانیکی حرارت را پراکنده می‌کند. بنابراین خنک‌کنندگی طبیعی نه تنها به طراحی معماری ساختمان بستگی دارد بلکه چگونگی استفاده از منابع طبیعی محلی سایت به عنوان سینک حرارت((به عنوان مثال هر چیزی که جذب یا پراکندگی گرما). به عنوان مثال هر چیزی که جذب یا پراکندگی گرما). نمونه‌هایی از سینک حرارتی عبارتند از جو فوقانی (آسمان شب)، هوا در فضای بیرون (باد)، و زمین/خاک.

## بررسی اجمالی
خنک‌کننده منفعل تمام فرایندهای طبیعی و فنون اتلاف حرارت و مدولاسیون بدون استفاده از انرژی پوشش می‌دهد. بعضی نویسندگان در نظر می‌گیرند که سیستم‌های مکانیکی جرئی و ساده (مثل پمپ‌ها و افزایش دهنده بازده) را می‌توان در روش‌های خنک‌کننده منفعل یکپارچه کرد تا زمانی که به منظور افزایش اثربخشی فرایند خنک‌کنندگی طبیعی است،استفاده کرد. چنین برنامه‌های کاربردی نیز سیستم خنک‌کننده ترکیبی نامیده می‌شود. این تکنیک برای خنک‌کننده منفعل را می‌توان در دو دسته اصلی زیر دسته‌بندی کرد:
تکنیک‌های پیشگیرانه که هدف آن حفاظت یا پیشگیری از افزایش حرارت داخلی یا خارجی.
تکنیک‌های مدولاسیون واتلاف حرارت که به ساختمان اچازه که ذخیره و اسراف افزایش حرارت از طریق انتقال گرما سینک حرارتی به آب و هوا می‌دهد. این روش می‌تواند نتیجه جرم حرارتی یا خنک‌کننده طبیعی باشد.

## تکنیک‌های پیشگیرانه
حفاظت از یا پیشگیری از افزایش حرارت شامل تکنیک‌های طراحی است که افزایش حرارت خورشیدی را از طریق پوشش ساختمان و افزایش حرارت داخلی که در داخل ساختمان به دلیل تجهیزات و اشغال تولید می‌شود به حداقل می‌رساند. این شامل تکنیک‌های طراحی زیر است:
- محیط زیست و سایت طراحی- با در نظر گرفتن آب و هوای محلی و زمینه سایت استراتژی‌های خنک‌کننده خاص که مناسبت‌ترین برای جلوگیری از بیش از حد گرم شدن پوشش ساختمان هستند می‌تواند برای استفاده انتخاب شود. محیط زیست می‌تواند نقش بزرگی در تعیین مطلوب‌ترین محل برای با تجزیه و تحلیل ترکیب در دسترس بودن خورشید و باد بازی کند. نمودار بیوکلیماتیک، نمودار خورشیدی و رز باد ابزار تجزیه و تحلیل مربوطه در استفاده از این روش هستند.[۵]
- کنترل خورشیدی-یک سیستم سایه اندازی که بدرتی طراحی شده باشد به‌طور مؤثر می‌تواند به حداقل رساندن افزایش حرارت خورشیدی کمک کند. سایه سطوح پوشش ساختمان چه شفاف چه مات مقدار تابش خورشیدی را که باعث بیش از حد گرم شدن هم فضای داخلی و هم سازه ساختمان می‌شود را به حداقل برساند. با سایه انداختن بر روی سازه ساختمان، افزایش حرارت از طریق پنجره‌ها و پوشش نیز کاهش خواهد یافت.
- فرم ساختمان و طرح-جهت ساختمان و توزیع بهینه فضاهای داخلی می‌تواند از بیش از حد گرم شدن جلوگیری کند. اتاقها می‌توانند بر اساس رد منابع افزایش حرارت داخلی یا تخصیص افزایش حرارت جایی که می‌تواند مفید باشد دسته‌بندی شوند، با توجه به فعالیت‌های مختلف ساختمان. به عنوان مثال، ایجاد یک طرح افقی مسطح اثر متقابل تهویه در سراسر طرح را افزایش خواهد داد. جانمایی نواحی به صورت عمودی می‌تواند از طبقه‌بندی درجه حرارت بهره ببرد. به‌طور معمول، نواحی ساختمان در طبقات بالاتر گرمتر از نواحی پایین‌تر به دلیل طبقه‌بندی هستند. منطقه بندی عمودی فضاها و فعالیت‌ها از طبقه‌بندی درجه حرارت برای تطبیق منطقه بر اساس درجه مورد نیاز استفاده می‌کنند.[۵] عامل فرم (یعنی نسبت بین حجم و سطح) نیز نقش عمده‌ای در انرژی ساختمان و مشخصات حرارتی ایفا می‌کند. این تناسب می‌تواند ساختمان را به فرم مخصوص آب و هوای محلی شکل دهد. به عنوان مثال، فرم جمع و جور تر تمایل بیشتری به حفظ گرما نسبت به فرم کمتر جمع و جور تر دارد برای اینکه نسبت بارهای ذاخلی به پوشش منطقه قابل توجه است.[۶][۷]
- عایق حرارتی-عایق موجود در ساختمان مقدار گرمای تششعی منتقل شده از طزیق نما را کاهش خواهد داد. این اصل هم در مورد سطوح مات و هم سطوح شفاف صدق می‌کند. از آنجا که سقف می‌تواند یک عامل بزرگتر به بار حرارتی داخلی، به ویژه در ساخت و سازه سبک‌تر از آن (به عنوان مثال ساختمان و کارگاه‌های آموزشی با سقف ساخته شده از فلز)،عایق حرارتی به‌طور مؤثری انتقال حرارت از سقف را کاهش می‌دهد.
- الگوهای رفتاری و اشغال-برخی از سیاست‌های مدیریت ساختمان مانند محدود کردن تعداد افراد در یک منطقه مشخص نیز می‌تواند به‌طور مؤثر در به حداقل رساندن سود حرارت داخل ساختمان کمک کند. ساکنان ساختمان نیز می‌تواند به پیشگیری از گرم شدن محیط بسته کمک کننداز طریق:خاموش کردن چراغ و تجهیزات فضاهای خالی، استفاده از سایه اندازی در صورت لزوم به منظور کاهش حرارت خورشیدی از طریق پنجره، یا پوشیدن لباس خنکتر به منظور انطباق بهتر به محیط داخل ساختمان با افزایش تحمل به آسایش حرارتی.
- کنترل افزایش داخلی-بیشتر انرژی مؤثر نورپردازی و تجهیزات الکترونیکی تمایل به آزاد شدن انرژی کمتر، در نتیجه تولید کمتر حرارت داخلی در داخل فضا کمک می‌کنند.

## مدولاسیون و تکنیک‌های اتلاف حرارت
تکنیک‌های مدولاسیون و اتلاف حرارت برای ذخیره و حذف حرارت داخلی به عوامل گرمای طبیعی تکیه می‌کنند. نمونه‌هایی از عوامل طبیعی آسمان شب، خاک زمین، و جرم ساختمان. بنابراین تکنیک‌های خنک‌کننده غیر فعال که با استفاده از رد گرما می‌تواند عمل به یکی از دو زیر و بم افزایش حرارتی با جرم حرارتی یا دفع حرارت از طریق استراتژی‌های خنک‌کننده طبیعی است.
- جرم حرارتی-افزایش حرارت مدلاسیون یک فضای داخلی را می‌توان با استفاده مناسب از جرم حرارتی در ساختمان به عنوان یک فرورفتن حرارت به دست آورد. جرم حرارتی گرمای روز را جذب و نگهداری خواهد کرد و بعداً آن را به فضا پس خواهد داد.[۱] جرم حرارتی و استراتژی خنک‌کننده تهویه طبیعی شبانه را می‌توان با هم استفاده کرد اگر گرمای ذخیره شده که قرار است در شب به محیط پس داده شود مطلوب نباشد.
- خنک‌کننده طبیعی-

خنک‌کننده طبیعی اشاره به استفاده از تهویه یا حرارت طبیعی برای اتلاف حرارت از فضاهای داخلی دارد. خنک‌کننده طبیعی را می‌توان به چهار دسته مختلف از هم جدا:خنک‌کننده و تهویه، خنک‌کننده تابشی، سرمایش تبخیری، و جفت زمین است.

## تهویه
تهویه به عنوان یک استراتژی خنک‌کننده طبیعی با استفاده از خواص فیزیکی هوا برای حذف حرارت یا ارائه خنک‌کننده به کاربران. در این موارد، تهویه می‌تواند برای خنک کردن سازه ساختمان، که ممکن است عاملی برای کاهش خرارت عمل کند.
- تهویه متقابل-استراتژی تهویه متقابل متکی بر عبور باد از ساختمان به منظور خنک کردن ساکنان است. تهویه متقاطع نیاز به دهانه در دو طرف از فضا، به نام‌های ورودی و خروجی دارد. اندازه و قرار دادن ورودی و خروجی‌های تهویه جهت و سرعت تهویه متقابل از طریق ساختمان تعیین می‌کند. به‌طور کلی، منطقه برابر (یا بیشتر) از دهانه خروجی نیز باید ارائه شود به ارائه تهویه متقابل کافی است.[۹]
- تهویه توده ای-تهویه مقطعی خود یک استراتژی مؤثر خنک‌سازی است . اگرچه باد یک منبع نا معتبر است . تهویه توده‌ای خود یک استراتژی طراحی متناوب است که بستگی به غوطه وری هوای گرم و افزایش و خروج آن از طریق دهانه‌های واقع دربلندای سقف دارد. ناحیه  خروجی خنک تر خود به نحوی است که هوای گرم افزایشی را از طریق مدخل‌های طراحی شده در مجاورت زمین را جایگزین آن ساخته است.
- خنک‌سازی آنی در شب هنگام-نمای ساختمان در این روش همچون یک سینک از طریق تولید گرما در طول روز عمل می‌کند و گرمای تولیدی داخلی وناشی از  تابش نور خورشید را جذب می‌کند . حال گرما می‌تواند طی افت گرمایی همرفت ته نشست پیدا کند و از این رو امکان آن را می‌دهد تا هوای خنک تر از طریق ساختمان در شب هنگام عبور پیدا کند. جریان هوای خروجی به شکل طبیعی یا فنی القا پیدا می‌کند . در طول روز بعد، ساختمان در قالب سینک گرمایی عمل می‌کند و از این رو دمای درون را به میزان کمتر از دمای بیرون می‌رساند. این استراتژی بیشتر در آب و هوای با تعلیق روزانه قابل توجه  کارآمد واقع شده‌است. بنابراین بیشینه دمای داخل به‌طور نوعی کمتر از بیشینه دمای بیرون در طول ماه‌های داغ سال است.[۱۰] بنابراین توده گرمایی خود به عنوان یکی از اجزای ضروری در ته نشست گرما در شب هنگام در نظر گرفته شده‌است.

## خنک‌سازی تابشی
کلیه اشیا به شکل مستمر می‌توانند انرژی تابشی را از خود ساطع یا به خود جذب نمایند . در این بین شی در طول تابش خنک می‌گردد، چنانچه جریان شبکه‌ای از سمت بیرونی باشد ،این مورد در طول شب می‌تواند روی دهد. در طول شب، تابش با طول موج بلند از آسمان صاف خود کمتر از تابش اینفرارد با طول موج بلند ساطع شده از ساختمان‌ها خواهد بود. از این رو ، یک جریان شبکه‌ای در آسمان به وجود می‌آید. از آنجایی که سقف‌ها بیشترین مساحت مریی در آسمان شب را فراهم ساخته اند، نحوه طراحی سقف‌ها خود به گونه‌ای بوده‌است که در قالب یک رادیاتور به عنوان یک استراتژی مؤثر عمل می‌کند. در اینجا 2 نوع استراتژی خنک‌سازی تابشی در پیش روی داریم که در آن از مساحت سقف به شکل مستقیم  وغیر مستقیم بهره مند گشته‌اند.
- خنک‌سازی تابشی به شکل مستقیم-در ساختمان به گونه‌ای طراحی شده‌است تا خنک‌سازی تابشی مستقیم را بهینه‌سازی نماید ، سقف ساختمان‌ها نیز در قالب سینک گرمایی می‌تواند بار داخلی روزانه را به خود جذب نماید. در این بین سقف همچون بهترین سینک گرمایی عمل می‌کند، زیرا بیشترین سطح آن در معرض آسمان شب قرار گرفته‌است. انتقال گرمای تابشی با آسمان شب خود به گونه‌ای است که می‌تواند گرما را از سقف ساختمان رفع نموده و سپس بنای ساختمان را خنک‌سازی نماید. نهرهای سقفی از جمله این استراتژی‌ها به‌شمار می‌روند . طراحی نهرهای سقفی طی توسعه سیستم گرمایی آسمان توسط هارولدهای در سال1977 رواج یافت. در این میان طرح‌های متعدد و پیکره بندی‌هایی برای سیستم نهرهای سقفی دیده می‌شود، اما این مفهوم در کلیه طراحی‌ها یکسان است. در سقف از آب یا حتی کیسه‌های پلاستیکی پر شده با آب یا نهرهای باز، به عنوان سینک گرمایی استفاده نموده‌اند. این خود در حالی است که سیستم‌های با پانل عایق  متحرک، حالت گرمادهی و خنک‌سازی را تنظیم ساخته‌اند. در طول ساعات روز در فصل تابستان ، آب روی سقف در برابر تابش نورخورشید و  دمای هوای پیرامون توسط عایق متحرک مصون نگه داشته می‌شود، این خود امکان می‌دهد تا از این عایق به عنوان سینک گرمایی عمل می‌کند و آب را از طریق سقف یا گرمای به وجود آمده در داخل جذب خود می نماید. در طول شب ، پانل‌ها را جمع کرده تا تابش در طول شبانه روز بین نهرهای سقف و آسمان شب صورت گیرد، بنابراین گرمای ذخیره شده از بارهای داخلی در طول روزرا رفع می‌کند. در فصل زمستان، این فرایند به شکل معکوس صورت می‌گیرد، بنابراین نهرهای سقفی می‌توانند در طول روز نور تابشی خورشید را به خود جذب نمایند و سپس آن را در طول شب به فضای زیرین آزاد سازند.[۱۱]
- خنک‌سازی تابشی غیر مستقیم- مایع انتقال گرما می‌تواند گرما را از بنای ساختمان از طریق انتقال گرمای تابشی در آسمان شب رفع نماید. زراحی رایج در این نوع استراتژی خود شامل فضای بین سقف ساختمان و سطح رادیاتور است. در این بین هوا از طریق فضا، راه پیدا می‌کند که توسط رادیاتور خنک‌سازی شده‌است و از طرفی توده بنای ساختمان را خنک می‌سازد. در طول روز ، توده گرمایی ساختمان همچون یک سینک گرمایی عمل می‌کند.

## خنک‌سازی تبخیری
خنک‌سازی تبخیری . زراحی آن خود بستگی به فرایند تبخیرآب در خنک‌سازی هوای ورودی دارد . در حالی که به‌طور هم‌زمان رطوبت نسبی را افزایش می‌دهد. فیلتر اشباع شده در مدخل تأمین قرار گرفته‌است . بنابراین فرایند طبیعی تبخیر می‌تواند هوا را خنک‌سازی نماید. به استثنای انرژی در به حرکت درآوردن فن‌ها ، آب تنها منبع مورد نیاز در فراهم‌سازی شرایط در فضاهای داخلی است. کارایی خنک‌سازی تبخیری خود رابطه مستقیمی با رطوبت هوای بیرونی دارد، بطوری‌که هوای خشک تر می‌تواند خنک‌سازی بیشتری را به همراه آورد. طی مطالعات صورت گرفته در فیلد کارایی در کشور کویت همواره دریافته ایم که نیروی مورد نیاز برای کولرهای تبخیری به‌طور تقریبی 75 درصد کمتر نیروی مورد نیاز در واحد بسته‌بندی شده همرفتی با دستگاه تهویه هوا است. حال جهت راحتی و آسایش فضای داخل ، در این روند مطالعاتی دریافته ایم که خنک‌سازی تبخیری از دمای هوای درون تا 9.6 درجه سانتی گراد کاسته است که در مقایسه با دمای بیرون بیشتر قابل توجه است.

## کوپلینگ زمینی
در فرایند کوپلینگ زمینی از دمای میانه و پیوسته خاک به عنوان سینک گرمایی استفاده شده‌است تا به موجب آن ساختمان را از طریق جریان همرفت خنک‌سازی نماید. این نوع استراتژی خنک‌سازی زمانی کار آمد تر خواهد بود که دمای زمین خنک تر از دمای هوای پیرامون، همچون آب و هوای گرم و داغ باشد.
- کوپلینگ مستقیم-و یا ایجاد ملجا زمینی، در طول زمانی روی می‌دهد که در ساختمان از زمین به عنوان یک بافر برای دیواره‌ها  استفاده نماییم. زمین خود یک سینک گرمایی پایدار است و به‌طور کارآمد می‌تواند دمای بیشتر را روبه کاهش پیش ببرد. در طول فرایند  ملجا زمینی می‌توان عملکرد بسته‌های ساختمانی اسمبلی شده را تقویت نمود . این امر طی کاهش بزرگی دامنه افت گرمای همرفت و تولید گرما طی کاهش فیلترینگ  بهبود پیدا می‌کند.[۱۴]
- کوپلینگ غیر مستقیم. در این روش ساختمان به شکل غیرمستقیم می‌تواند توسط معبرهای زمینی کوپل شوند. مجراهای زمینی همان لوله مخفی شده‌است که در قالب یک معبر جهت تأمین هوااز طریق ورود به ساختمان عمل می‌کند . هوای تأمین شده  طی انتقال گرمای همرفتی بین لوله‌های بتنی و خاک خنک‌سازی می‌گردند. بنابراین هریک از مجراها نمی‌توانند در قالب منبع خنک‌سازی عمل کنند، مگر اینکه دمای خاک کمتر از دمای هوای مطلوب اتاق باشد.[۱۵] به‌طور نوعی مجراهای زمینی ساختمانی به لوله‌های طویل تر جهت خنک ساختن هوای تأمین یافته نیاز دارند  تا قبل از ورود به ساختمان دمای هوا متناسب با آن گردد. حال جهت برداشت هوای خنک از مجراهای زمینی در ساختمان به یک فن نیاز داریم. برخی از فاکتورها خود توانسته‌اند بر عملکرد مجراهای زمینی اثراتی را بر جا گذارند: طول مجراها، تعداد زانویی‌ها، ضخامت مجراها ،عمق مجراها ، قطر مجراها و شتاب هوا از جمله این فاکتورها به‌شمار می‌روند.